# Roman Hontjuk
Roman Wolodymyrowisch Hontjuk (ukrainisch Роман Володимирович Гонтюк; * 2. Februar 1984 in Nadwirna, Ukrainische SSR) ist ein ehemaliger ukrainischer Judoka. Er trat bis 2008 im Halbmittelgewicht (bis 81 kg) an und gewann zwei olympische Medaillen in dieser Gewichtsklasse.
Hontjuk war 2001 und 2002 Junioreneuropameister und belegte bei den Juniorenweltmeisterschaften 2002 den zweiten Platz. 2003 belegte er mit dem ukrainischen Team den dritten Platz bei den Mannschaftseuropameisterschaften. Bei den Olympischen Spielen 2004 in Athen besiegte Hontjuk im Viertelfinale den Deutschen Florian Wanner und im Halbfinale den Polen Robert Krawczyk. Im Finale traf er auf den Griechen Ilias Iliadis, der vor heimischem Publikum nach zwei Minuten durch Ippon gewann. 
Bei den Judo-Weltmeisterschaften 2005 in Kairo verlor er im Halbfinale gegen den Niederländer Guillaume Elmont, sicherte sich dann aber durch einen Sieg über den Südkoreaner Kim Min-kyu die Bronzemedaille. 2006 gewann Hontjuk beim Weltcupturnier in Borås, 2007 in Baku und 2008 in Wien. Aber erst bei den Olympischen Spielen 2008 in Peking erreichte er wieder die Medaillenränge bei einer internationalen Meisterschaft. Nach einer Halbfinalniederlage gegen den Deutschen Ole Bischof gewann er den Kampf um Bronze gegen den Mongolen Damdinsürengiin Njamchüü.
Ab 2009 trat Hontjuk im Mittelgewicht (bis 90 kg) an. Bei den Judo-Europameisterschaften 2011 gewann er mit dem ukrainischen Team die Goldmedaille, 2012 erkämpfte er mit der ukrainischen Mannschaft die Bronzemedaille. Bei den Olympischen Spielen in London verlor Hontjuk seinen Auftaktkampf.